# Neoperla schmidi
Neoperla schmidi és una espècie d'insecte plecòpter pertanyent a la família dels pèrlids.

## Hàbitat
En el seu estadi immadur és aquàtic i viu a l'aigua dolça, mentre que com a adult és terrestre i volador.

## Distribució geogràfica
Es troba al Pakistan, l'Afganistan, el Nepal, la divisió de Jammu, el Caixmir, el districte de Muzaffarabad i d'altres indrets de l'Himàlaia.